# Lasiomma cuneicorne
Lasiomma cuneicorne är en tvåvingeart som först beskrevs av Zetterstedt 1838.  Lasiomma cuneicorne ingår i släktet Lasiomma och familjen blomsterflugor. Arten är reproducerande i Sverige. Inga underarter finns listade i Catalogue of Life.